# 成咲優美
成咲 優美（なるさき ゆうみ）は、日本のAV女優。

## 略歴・人物
2021年3月、SODクリエイトの「麗-KIREI SOD-」レーベル専属女優としてAVデビュー。デビュー時は、46歳で健康サプリメント販売会社の社長とされていた。
2021年7月よりマドンナの「MONROE」レーベル専属女優となる。

## 作品

### アダルトDVD
2021年
- アラフィフの母性溢れるHカップ美乳 健康サプリメント販売経営者女性として、永遠に輝きたい現役社長 成咲優美 46歳 AV DEBUT（3月11日、SODクリエイト）
- 絶頂回数52回 イキ3本番!! Hカップ完熟ボディが極限大痙攣!! 現役社長が年下の男に乳揉みしだかれて（4月8日、SODクリエイト）
- 真昼間から若い部下のチ○ポをしゃぶって、発情して濡れる女社長。 旦那とセックスレスの人妻46歳。男子社員に淫乱な唇を使って不倫SEXにハマる…!（5月7日、SODクリエイト）
- 現役女社長が男達を引き連れて日帰り温泉旅行、20年ぶりの生中出しでセックス性欲解放3本番（6月10日、SODクリエイト）
- マドンナ新レーベルMONROE電撃移籍 成咲優美 46歳 40代の中で最も美しい乳房を持つ人妻 MONROE専属デビュー（7月25日、マドンナ）
- 女社長と新人社員 唾液と愛液にまみれた中出し愛人契約（9月14日、マドンナ）
- 〆切までの72時間、汗にまみれたオフィスレディと二人きり…。 熱気と興奮が充満する社内で僕は三日三晩、先輩とSEXに没頭した―。（10月12日、マドンナ）
- 再婚する母へ… 嫉妬した僕の止まらない中出し近親相姦 MONROE 熟乳Hcup専属待望の母子ドラマ!!（11月9日、マドンナ）

### VR
2021年
- 全肯定ママ。 「おっぱい好きなの?ママの胸で甘えさせてあげる」 おっぱい好きな僕を爆乳で包み込んでくれるマジ女神。（6月3日、SODクリエイト）
- 「家族を捨てて来ました」 美熟女妻と駆け落ちW不倫（7月1日、SODクリエイト）※「優美」名義